# Polenci
Polenci so naselje v Občini Dornava.